# Antonio (zanger)
Antonio (Ede, 1 juli 1970) is een Nederlands zanger.

## Biografie
Antonio is geboren op een woonwagenkamp. Later verhuisde hij naar Veenendaal en waar hij opgroeide met het Nederlandse levenslied. Op jonge leeftijd zong hij al mee met de radio. Op zijn 12e jaar zong hij de liedjes van Willeke Alberti mee.

## Carrière
In de jaren 90 kwam Antonio in aanraking met Hans Mortel (man van Trea Dobbs). Al snel daarna verscheen in 1998 de eerste single, Dit is de laatste nacht. Later volgden ook de singles Alle tranen die ik huilde (1998) en Conchita (1999). Sinds 2003 heeft Antonio een platencontract bij HJDM Mucis, dat het eerste album van hem uitbracht onder de titel Omdat ik van je hou. Sinds 2008 behartigt Berk Music de belangen van Antonio. In 2008 kwam de single Je kunt me krijgen uit. 
In oktober 2010 bracht hij de single Lieve Heer heb medelij uit. Tegelijkertijd werd deze plaat ook uitgebracht door Willem Barth.
Dit heeft geresulteerd in bedreigingen aan Antonio's adres.

## Discografie

### Albums
| Album met eventuele hitnotering(en) in de Nederlandse Album Top 100 | Datum van verschijnen | Datum van binnenkomst | Hoogste positie | Aantal weken | Opmerkingen |
| ------------------------------------------------------------------- | --------------------- | --------------------- | --------------- | ------------ | ----------- |
| Omdat ik van je hou                                                 | 06-2003               | -                     |                 |              |             |
| Dit is amore                                                        | 02-2006               | -                     |                 |              |             |

### Singles
| Single met eventuele hitnotering(en) in de Nederlandse Top 40 | Datum van verschijnen | Datum van binnenkomst | Hoogste positie | Aantal weken | Opmerkingen                 |
| ------------------------------------------------------------- | --------------------- | --------------------- | --------------- | ------------ | --------------------------- |
| Dit is de laatste nacht                                       | 1998                  | -                     |                 |              |                             |
| Alle tranen die ik huilde                                     | 1998                  | -                     |                 |              |                             |
| Conchita                                                      | 1999                  | -                     |                 |              |                             |
| Maria mi amore                                                | 08-2005               | -                     |                 |              |                             |
| Bella Marie                                                   | 08-2006               | -                     |                 |              |                             |
| Je kunt me krijgen                                            | 05-2008               | -                     |                 |              |                             |
| Boem boem                                                     | 10-2008               | -                     |                 |              |                             |
| Geef me nog een kans                                          | 2010                  | -                     |                 |              | Nr. 31 in de Single Top 100 |
| Lieve Heer heb medelij                                        | 2010                  | -                     |                 |              | Nr. 48 in de Single Top 100 |
| Ik droom                                                      | 2011                  | -                     |                 |              | Nr. 70 in de Single Top 100 |
| Kom terug                                                     | 2012                  | -                     |                 |              | Nr. 68 in de Single Top 100 |